# 平安街道 (盘锦市)
平安街道，是中华人民共和国辽宁省盘锦市兴隆台区下辖的一个乡镇级行政单位。

## 行政区划
平安街道下辖以下地区：
泰顺社区、泰和社区、泰安社区和泰祥社区。